# Kodros

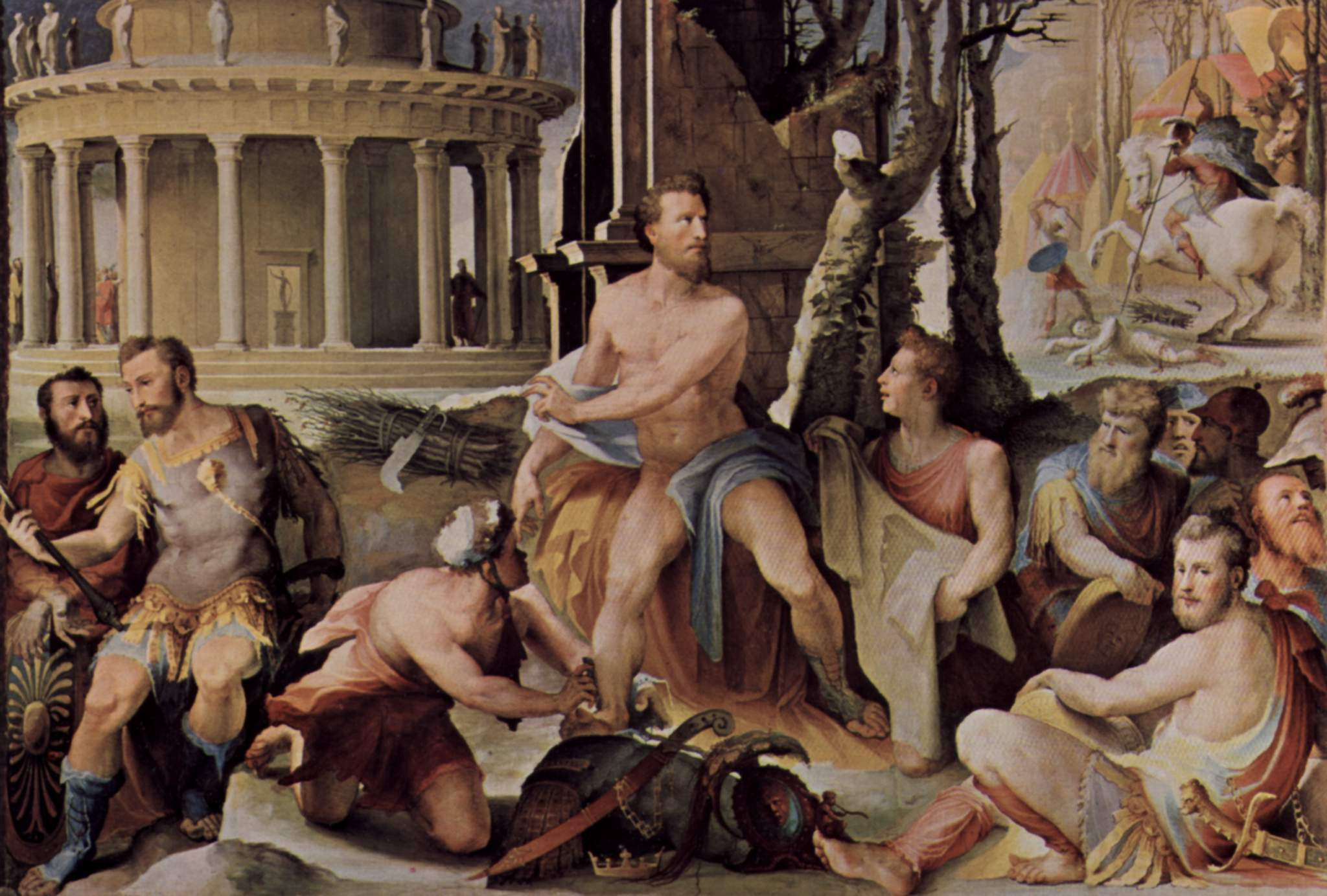
Het offer van Kodros. (Domenico Beccafumi)

Codrus (Grieks: Κόδρος; Kódros), zoon van Melanthus, was een legendarische koning van Athene. Hij zou geleefd hebben in de 11e eeuw v.Chr.
Volgens de Griekse sagen was Codrus de laatste koning van Athene, uit het geslacht van Neleus en Nestor uit Pylos. Zijn vader Melanthus zou ooit door de invallende Doriërs uit zijn vaderstad Pylos zijn verdreven, en door de Atheense koning Thymoetes, de laatste afstammeling van Theseus, als zijn opvolger op de Atheense troon zijn aangewezen. Codrus volgde dan zijn vader op, en moest in 1068 v.Chr. Attica verdedigen tegen de Dorische aanvallen. Nu had het orakel van Delphi de invallers voorspeld dat zij Athene zouden kunnen innemen, als zij maar de koning in leven lieten. De Doriërs namen dan ook de grootst mogelijke voorzorgen om het leven van Codrus te sparen. Toen hij dit vernomen had, liet Codrus zich vrijwillig doden, volgens sommigen door zich vermomd als boer onder de vijanden te begeven, volgens anderen in volle strijd, door zich incognito op een gevaarlijke plaats op te stellen. Aldus wist hij zijn land van de ondergang te redden.
De Atheners vereerden Codrus na zijn dood als heros. Zij achtten niemand na hem nog het koningschap waardig en kozen zijn zoon Medon tot archont. In werkelijkheid schijnen de Eupatriden de ruzie tussen de zonen van Kodros te hebben benut om de monarchie op te heffen. Twee zonen van Codrus, Neleus en Androclus, verlieten Athene en vestigden diverse koloniën in Klein-Azië.
In Delphi stond een door Phidias gemaakt standbeeld van Codrus.